# Veronica Unlimited
Veronica Unlimited was de naam van een  Nederlandse studiogroep in 1977 bij elkaar gebracht door Hans van Hemert ter gelegenheid van het 12,5-jarig bestaan van de Veronica Top 40. De groep bestond uit de Duitse zanger Manfred Kohler en 4 zangeressen, onder meer de Duitse zangeres Edna Bejarano en de Nederlandse Margriet Eshuijs en Sandra Reemer. Al na korte tijd maken Margriet en Sandra plaats voor de Duitse zangeressen Gabi Kreutz en Angie Kreutz. 
Het meest bekend werd de groep met het nummer What kind of dance is this dat in 1977 tien weken in de Top 40 stond met als hoogste plaats nummer 2. Ook in de Nationale Hitparade behaalde het nummer de 2e plaats. In een optreden van Toppop waren naast de bandleden een aantal figuranten aanwezig waaronder een spreekstalmeester met megafoon in een scheidsrechtersstoel.
Daarna is er niet veel meer van de groep vernomen. 

## Singles

### Nederlandse hitparades
| Single met eventuele hitnotering(en) in de Nederlandse Top 40 | Datum van verschijnen | Datum van binnenkomst | Hoogste positie | Aantal weken | Opmerkingen                                   |
| ------------------------------------------------------------- | --------------------- | --------------------- | --------------- | ------------ | --------------------------------------------- |
| What kind of dance is this                                    | 1977                  | 11-06-1977            | 2               | 10           | Nr. 2 in de Nationale Hitparade / Alarmschijf |
| Right on                                                      | 1977                  | 31-12-1977            | 30              | 4            |                                               |
| Gimme more                                                    | 1978                  |                       |                 |              |                                               |

### NPO Radio 2 Top 2000
Van Veronica Unlimited stond alleen What kind of dance is this in 2000 in de NPO Radio 2 Top 2000, op plek 1873.